# Gustav Lütschg
Rudolf Gustav Adelbert Lütschg (* 29. Januar 1870 in Bern; † 2. April 1947 ebenda) war ein Schweizer Geigenbauer.

## Leben
Seine Lehre begann er 1886 auf Wunsch seines Vaters bei dessen Freund, dem Geigenbauer Gustav Methfessel (1839–1910) in Bern. Nach Lehrabschluss arbeitete er 2 Jahre in Brüssel bei George Mougenot, dem Geigenbauer des dortigen Konservatoriums. Anschliessend arbeitete er als selbständiger Geigenbauer in Zürich.
Am 1. Mai 1898 zog er nach Bern, wo er das Geschäft seines Lehrmeisters von dessen Nachfolger Max Beck übernehmen konnte. Von ihm sind 300 Violinen bekannt, viele von erstklassiger Qualität, mit denen er mehrere Medaillen gewann. Für die Lackierung seiner Instrumente verwendete er die Methode von Gustav Methfessel, die auch von Jean-Baptiste Vuillaume (Paris), Franz-Xaver Kerschensteiner (Regensburg) und Gabriel Lemböck (1814–1892; Wien) angewandt wurde. Nach dem Bericht von Lütschg wird die Violine in der Sonne lackiert und der Lack jeweils mit dem Handballen aufgebracht. Diese Art der Lackierung dauerte 4–6 Monate, wobei die Instrumente immer dem Licht und der Sonne ausgesetzt wurden. Dadurch wurde der Lack vollkommen lichtbeständig.
Schüler und Nachfolger wurde sein Bruder Gerhard Lütschg (1890–1969).